# Avenida de Madrid (Barcelona)
La avenida de Madrid (en catalán y oficialmente: avinguda de Madrid) es una vía urbana de Barcelona, España, cuyo eje marca la frontera entre los distritos de Les Corts y Sants-Monjuïc.

## Odonimia
Fue planificada como parte de la prolongación de la calle Industria, por lo que originalmente recibió este nombre. Debido a que el núcleo histórico Gracia cortaba la continuidad de la calle Industria, el 29 de marzo de 1922 se aprobó el cambio de denominación del tramo oeste por París, manteniendo el nombre primitivo en el tramo este.
Tras la Guerra Civil el nuevo consistorio franquista cambió la denominación de más de 150 calles. Una de las afectadas fue la calle París, que iba desde la calle Balmes hasta la de Sants, siendo dividida en tres tramos. Se mantuvo la dedicación a la capital francesa en el tramo correspondiente al Ensanche. El tramo entre la avenida Infanta Carlota y la plaza del Centro fue dedicado a Berlín, como homenaje a la entonces capital del Tercer Reich. Finalmente, el tramo entre la plaza del Centro y la calle de Sants fue dedicado a Madrid.

## Historia
Su trazado fue diseñado por Léon Jaussely en su plan de enlaces de 1907, como prolongación de la calle Industria, del plan de ensanche de Cerdá, hasta prácticamente la riera Blanca, frontera natural con Hospitalet de Llobregat. La alineaciones definitivas de esta prolongación quedaron definidas en el plan de enlaces aprobado el 25 de octubre de 1917.
En 1929, con motivo de la Exposición Internacional, se completó la prolongación de la calle Industria (llamada París desde 1922) hasta la plaza del Centro (tramo hoy denominado calle de Berlín). Por el contrario, para esas mismas fechas, en el tramo hasta la riera Blanca (en lo que hoy es la avenida Madrid), solo se habían abierto dos pequeños trozos: 140 metros entre las calles Portbou y Arizala, y 100 metros entre las calles Juan de Sada y Comandante Benítez. Tras la Guerra Civil se llevó a cabo el cambio de nombre: el tramo entre la avenida Infanta Carlota y la plaza del Centro fue dedicado a Berlín; desde la misma plaza hasta la carretera de Sants, fue bautizado como Madrid.
La apertura de la calle fue lenta, debido a la existencia de múltiples construcciones en el trazado previsto. En los años 1960 la apuesta municipal por la creación de autopistas urbanas permitió completar su urbanización definitiva. Fue necesaria la expropiación de varias fábricas: la de productos químicos Valle Hermanos, la de abonos Alfredo Pardomo, la de jabones Luis Bonnefoy, la de antisépticos Joan Regordosa y la de perfumes Portabella y Germain. Se derribó el campo de fútbol de la calle Galileo, histórico terreno de juego de la Unió Esportiva Sants. También fueron expropiados terratenientes locales, como Baltasar de Bacardí, Santomà y Planas.
La avenida de Madrid fue inaugurada el 12 de junio de 1966, en un acto presidido por José María de Porcioles y Carlos Arias Navarro, alcaldes de Barcelona y Madrid, respectivamente. Asistieron a la inauguración numerosos concejales de madrileños y maceros de ambas ciudades. El párroco de Santa Tecla, reverendo Bachs, bendijo la nueva vía.
En la reorganización administrativa de la ciudad llevada a cabo en 1984 se estableció la avenida Madrid como frontera entre los distritos de Sants-Monjuïc y Les Corts, en substitución de la Travesera de Les Corts, histórica divisoria entre ambos municipios.
En 2002, en el tramo entre la calle de Sants y la ronda del Mig, se llevaron a cabo obras de ampliación de las aceras, a costa de eliminar dos carriles de circulación. La intervención, con un coste de 2,7 millones de euros, incluyó la renovación del mobiliario urbano y del arbolado.

## Edificios destacados

### Parroquia de Santa Tecla

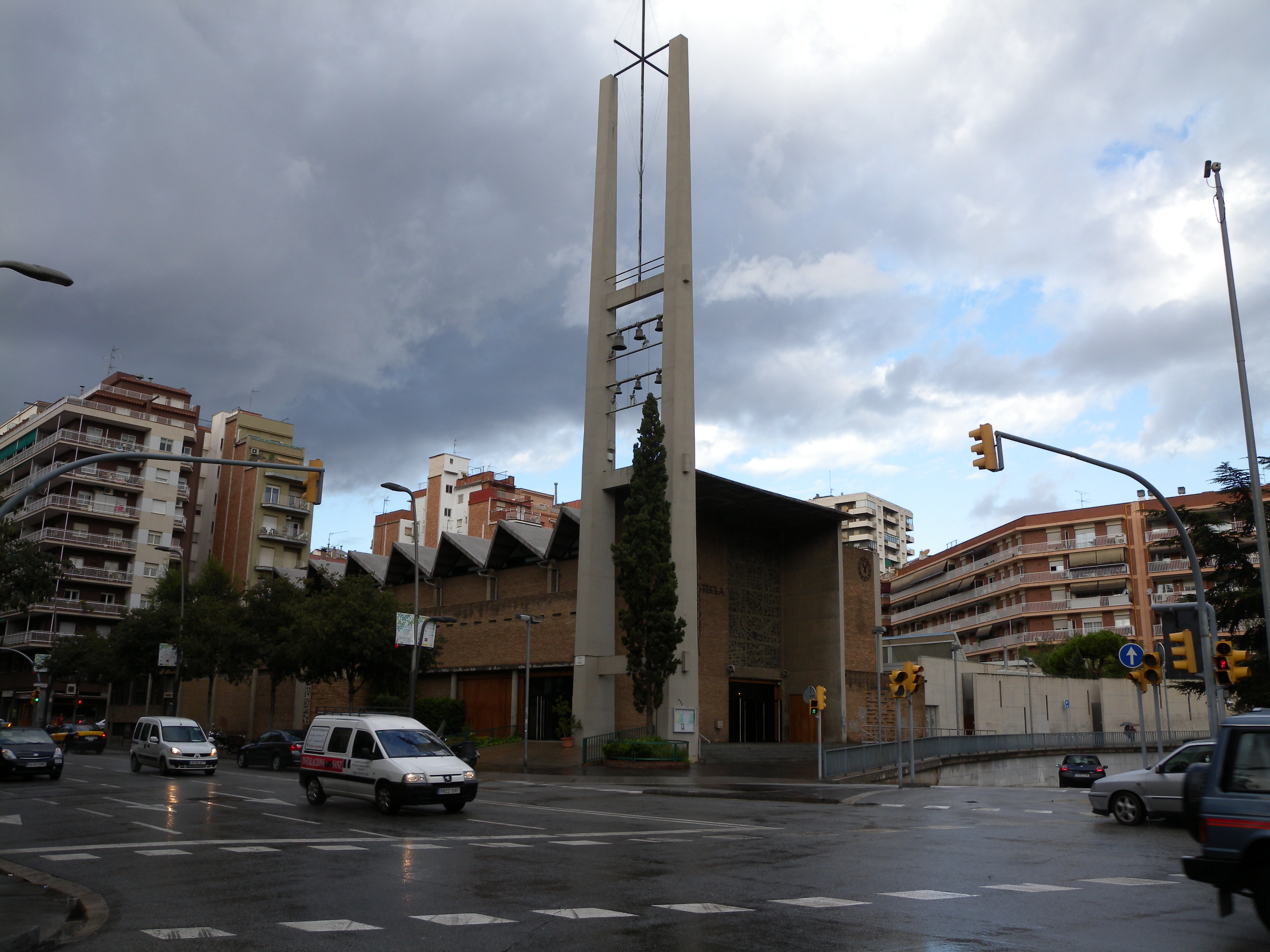
Parroquia de Santa Tecla, en la esquina de la avenida Madrid con la Gran Vía de Carlos III.

Iglesia ubicada entre la calle Comandante Benítez y la Gran Vía de Carlos III, tiene su acceso principal en el número 107-119 de la avenida Madrid. Se trata de un edificio neorracionalista de Josep Soteras. Construido en 1961, se considera una obra vanguardista, en especial dentro de las construcciones de tipo religioso, que ha servido de modelo para iglesias posteriores como San Odón o San Medín. Está catalogada como Bien Cultural de Interés Urbanístico.
Consta de una nave única, con estructura de hormigón armado con cierres de obra vista. La cubierta, con una estructura de hierro, sostiene un tejado de perfiles triangulares. Destaca el campanario, con dos pilastras de hormigón que sostienen la cruz y las campanas.